# Casey Wilson
Cathryn Rose "Casey" Wilson (Alexandria, 24  de Outubro de 1980) é uma atriz, comediante e argumentista norte-americana, mais conhecida por estrelar como Penny Hartz na série de comédia da ABC Happy Endings e atualmente estrela na série de paródia The Hotwives do Hulu. Outros trabalhos notáveis inclui estrelar a série de comédia curta duração da NBC Marry Me, desempenhou um papel coadjuvante como Noelle Hawthorne na adaptação cinematográfica de 2014, Gone Girl, e em 2013 ela co-escreveu Ass Backwards que se apresentou no Sundance.
Wilson fez suas primeiras grandes aparições na televisão com um período de duas temporada como um membro do elenco de Saturday Night Live (2008-2009).

## Créditos
| Ano       | Título                                      | Papel                                  | Observações                        |
| --------- | ------------------------------------------- | -------------------------------------- | ---------------------------------- |
| 2005      | Sports Central                              | Correspondente                         | Piloto da Comedy Central           |
| 2006      | Derek & Simon: A Bee and a Cigarette        | Anna                                   | Curta metragem                     |
| 2006      | For Your Consideration                      | Actriz Jovem                           |                                    |
| 2007      | The Brothers Solomon                        | Trabalhadora da Clínica de Fertilidade |                                    |
| 2007      | Creature Comforts America                   |                                        | Argumentista e Editora da História |
| 2007      | The Definition of Sex                       | Abby                                   | Curta metragem                     |
| 2007      | Human Giant                                 | Vários                                 |                                    |
| 2007      | Revenge                                     | Sarah                                  | Piloto de sitcom da FOX            |
| 2007      | The Right Now! Show                         | Membro do Elenco                       |                                    |
| 2007      | The Very Funny Show                         | Membro do Elenco                       |                                    |
| 2008–2009 | Saturday Night Live                         | Cast Member                            | 30 episódios (2 temporadas)        |
| 2008      | The Great Buck Howard                       | Caridade                               |                                    |
| 2008      | Saturday Night Live Weekend Update Thursday | Vários                                 | 2 episódios                        |
| 2009      | Bride Wars                                  | Stacy                                  | Argumentista                       |
| 2009      | Julie & Julia                               | Regina                                 |                                    |
| 2009      | Late Night with Jimmy Fallon                | Mulher Vizinha                         | 1 episódio                         |
| 2010      | Freak Dance                                 | Mulher Rica                            |                                    |
| 2010      | Glenn Martin, DDS                           | Various Voices                         | 2 episódios                        |
| 2010      | Killers                                     | Kristen                                |                                    |
| 2010      | The Life & Times of Tim                     | Various Voices                         | 2 episódios                        |
| 2011–2013 | Happy Endings                               | Penny Hartz                            | Personagem regular                 |
| 2011      | Bored to Death                              | Patti Stevenson                        | 1 episódio                         |
| 2011      | NTSF:SD:SUV::                               | Ghost Gabber                           | 1 episódio                         |
| 2011      | Retired at 35                               | Amy Robbins                            | 1 episódio                         |
| 2012      | Comedy Bang! Bang!                          | Eugenia Clemente                       | 1 episódio                         |
| 2012      | The Guilt Trip                              | Amanda                                 |                                    |
| 2013      | C.O.G.                                      | Martha                                 |                                    |
| 2013      | Ass Backwards                               | Chloe                                  | Argumentista                       |
| 2016      | Why Him?                                    |                                        |                                    |

### Telefilme
| Ano  | Título            | Papel    | Notas |
| ---- | ----------------- | -------- | ----- |
| 2013 | Filthy Sexy Teen$ | Meg Berg |       |

### Websérie
| Ano  | Título                     | Papel       | Notas              |
| ---- | -------------------------- | ----------- | ------------------ |
| 2012 | Happy Endings: Happy Rides | Penny Hartz | Dirigiu 1 episódio |